# Ржига, Ян
Ян Ржига (чеш. Jan Říha; 11 ноября 1915, Писек — 15 декабря 1995, Прага) — чехословацкий футболист, играл на позиции нападающего. Участник чемпионата мира 1938 года.

## Биография

### Клубная карьера
В течение пяти сезонов играл за «Писек».
В 1937 году перешёл в пражскую «Спарту», в составе которой отыграл 13 лет и выиграл 5 чемпионских титулов. Ржига был одним из лучших и техничных нападающих Европы в то время. Его карьера была прервана из-за Второй мировой войны. За всё время выступлений за «Спарту» он забил 111 голов в Высшей лиге Чехословакии. Завершил игровую карьеру в 1950 году.

### Карьера в сборной
Дебютировал за сборную Чехословакии 19 сентября 1937 года в матче со сборной Венгрии, в котором Чехословакия потерпела поражение со счётом 3:8. Ржига играл за сборную на чемпионате мира 1938 года, где сыграл в матчах со сборными Нидерландов (3:0) и Бразилии (1:1). Всего за сборную Чехословакии сыграл 25 матчей и забил 9 голов.

### Смерть
Скончался 15 декабря 1995 года в Праге в возрасте 80 лет.

## Достижения
«Спарта» (Прага)
- Чемпион Чехословакии (5) : 1937/38, 1938/39, 1943/44, 1945/46, 1947/48